# Klima-Allianz Deutschland
Die Klima-Allianz Deutschland ist ein Bündnis zivilgesellschaftlicher Organisationen für den Klimaschutz in Deutschland. Mit ihren mehr als 150 Mitgliedsorganisationen (Stand: Oktober 2024) aus den Bereichen Umwelt, Entwicklung, Kirche und andere religiöse Gemeinschaften, Bildung, Kultur, Jugend, Verbraucherschutz, Gesundheit, Sozialverbände und Gewerkschaften setzt sie sich für eine ambitionierte Klimapolitik und eine Energiewende auf lokaler, nationaler, europäischer und internationaler Ebene ein. Zu den Mitgliedsorganisationen zählen unter anderem der WWF, der BUND, Misereor, Brot für die Welt, der Deutsche Paritätische Wohlfahrtsverband, mehrere Landeskirchen und ver.di. Die Klima-Allianz Deutschland wurde am 24. April 2007 gegründet, seit Oktober 2013 ist sie Mitglied im Climate Action Network Europe.

## Ziele und Aufgaben
Die Klima-Allianz Deutschland steht für eine nachhaltige und ambitionierte Klimapolitik ein und will entsprechende Denkanstöße geben. Schwerpunkte ihrer Tätigkeit sind das Anstoßen und Organisieren von Debatten zur aktuellen Klima- und Energiepolitik, die Interessensvertretung ihrer Mitglieder gegenüber der Politik sowie gemeinsame Veranstaltungen und Aktionen mit Menschen aus unterschiedlichen gesellschaftlichen Gruppen. Laut Grundsatzpapier der Klima-Allianz Deutschland setzt sie sich vor allem für den Kohleausstieg, den Ausbau erneuerbarer Energien, die Verringerung von Treibhausgasemissionen auf nationaler und internationaler Ebene sowie für Klimagerechtigkeit ein. Die Ziele und Absichten wurden im Jahr 2016 im Klima-Manifest der Klima-Allianz Deutschland festgehalten.
Das Organisationsbündnis will aus unterschiedlichen gesellschaftlichen Gruppen ein Gegengewicht zu den Kräften in Wirtschaft und Politik bilden, die sie als klimapolitische „Blockierer“ ansieht. Nach der, von der Klima-Allianz Deutschland als gescheitert betrachteten, UN-Klimakonferenz in Kopenhagen 2009 rückte die Energiewende in Deutschland in ihren Fokus. Erneuerbare Energien und eine „nachhaltige Energiepolitik“ sollen gefördert werden, um CO2-Emissionen zu senken. Die Klima-Allianz Deutschland setzt sich zudem für Eindämmung des Emissionswachstums im Verkehr und eine ökologische Landwirtschaft ein.
Auf EU-Ebene will die Klima-Allianz Deutschland, dass das Europäische Parlament, die Kommission und vor allem die EU-Mitgliedstaaten inkl. Deutschland eine klimaneutrale EU vor 2050 als Mindestanspruch wahrnehmen und Klimaneutralität bis 2040 anstreben. Für das Treibhausgasemissions-Minderungsziel für 2030 fordert das Bündnis, dass eine Verringerung der klimaschädlichen Emissionen um 65 Prozent (gegenüber 1990) auf Machbarkeit geprüft wird. Im globalen Maßstab setzt sie sich für mehr Klimagerechtigkeit ein. Deutschland liegt beim Pro-Kopf-Ausstoß an Treibhausgasen um das 2,5-Fache über dem weltweiten Durchschnitt und gehört damit zu den Hauptverursachern des Klimawandels. Nach Ansicht des Bündnisses muss Deutschland als Industrienation daher die Entwicklungsländer und die besonders betroffenen Bevölkerungsgruppen politisch und finanziell beim Klimaschutz (durch erneuerbare Energien, Energieeffizienz und Waldschutz) und bei der Anpassung an die Folgen des Klimawandels unterstützen und auch die Armutsbekämpfung vorantreiben.

## Forderungen
Die Klima-Allianz Deutschland stellt unter anderem folgende Forderungen an die deutsche Bundesregierung (Stand Februar 2025):
auf bundespolitischer Ebene
- Fairer Beitrag zur Begrenzung der Erderhitzung auf 1,5 Grad Celsius gegenüber dem vorindustriellen Niveau Klimaneutralität bis 2040 anstreben.
- Zukunftsinvestitionen für Klimaschutz und eine wettbewerbsfähige Wirtschaft
- Einrichtung eines Sondervermögens für Klimaschutz, eine Reform der Schuldenbremse und eine Besteuerung besonders großer Vermögen und Erbschaften
- Investitionsoffensive für einen klimafreundlichen, barrierefreien und modernen öffentlichen Fern- und Nahverkehr
- Deutschlandweites Jugend- und Sozialticket für maximal 29 Euro
- Subventions- und Förderpolitik vom Verbrenner auf kleine E-Autos umstellen, u. a. durch eine Reform des Dienstwagenprivilegs, Zuschüsse zum Leasing von E-Autos (Social Leasing)
- Festhalten am fossilen Verbrenner-Aus auf EU-Ebene
- mehr Geld und Personal für lebenswerte Kommunen durch eine neue „Gemeinschaftsaufgabe Klimaschutz und Klimaanpassung“
- Förderung der Erneuerbaren Energien konsequent weiterführen mithilfe von Investitionen in den Netzausbau und in flexible Speichertechnologien
- 100 Prozent erneuerbare Energien in allen Sektoren
- Bürger und Kommunen stärker finanziell am Erfolg der Energiewende beteiligen

auf internationaler und EU-Ebene
- weltweiter Ausstieg aus den fossilen Energien
- Verdreifachung der erneuerbaren Energien sowie Verdopplung der Energieeffizienz bis 2030
- Internationale Klima- und Energiepartnerschaften für eine sozial gerechte Energiewende und eine nachhaltige Entwicklung mit einer ernsthaften Beteiligung der Zivilgesellschaft
- Keine Investitionen in fossile Energien im Ausland. Die Bundesregierung soll sich international gegen neue fossile Projekte einsetzen.
- Erhöhung von Deutschlands internationaler Klimafinanzierung im Einklang mit den globalen Verpflichtungen und Verdopplung der deutschen Mittel für Klimaanpassung, ohne die Schuldenkrise in anderen Ländern zu verschärfen. Auch für den Umgang mit klimabedingten Verlusten und Schäden sollte Deutschland Mittel liefern und die langfristige Finanzierung nach dem Verursacherprinzip voranbringen.
- Erschließung innovativer Finanzierungsquellen, um gemeinsam mit anderen Staaten Lücken in der internationalen Klimafinanzierung zu schließen. Dazu gehören u. a. eine globale Mindeststeuer für Superreiche und Abgaben auf den internationalen Flug- und Schiffsverkehr.
- konsequente Umsetzung des European Green Deals und des Fit-for-55-Pakets zur Erreichung des EU-Klimaziels bis 2030.

## Organisation
Grundsätzliche politische Beschlüsse werden in einem Plenum gefasst, das sich mindestens zweimal im Jahr trifft. Verantwortlich für die Umsetzung der Beschlüsse ist die Geschäftsstelle in Abstimmung mit einem „Sprecher*innenrat“ aus bis zu neun Vertretern von Mitgliedsorganisationen, der vom Plenum gewählt wird. Er übernimmt die inhaltliche Steuerung zwischen den Plenen und legt die Jahresplanung fest.
Klima-Allianz Deutschland ist seit 2022 ein gemeinnütziger, eingetragener Verein. Zuvor, von 2014 bis 2021 war ihr Rechtsträger das Forum Ökologisch-Soziale Marktwirtschaft. Das Budget (2022: rund 956.000 Euro) wird durch Einnahmen aus Projektgeldern und Mitgliedsbeiträgen bestritten. Seit Januar 2023 erhält die Klima-Allianz Deutschland eine institutionelle Förderung durch das Bundesministerium für Wirtschaft und Klimaschutz. Projekte werden aktuell (2023) von der Stiftung Mercator, der Allianz Foundation und vom Bundesministerium für Umwelt, Naturschutz und nukleare Sicherheit finanziert. Etwa 15 Prozent der Einnahmen werden durch Mitgliedsbeiträge erzielt, hinzu kommen in geringer Höhe Spendengelder. Vergangene Projekte wurden darüber hinaus von der European Climate Foundation, vom Children’s Investment Fund, der DBU, dem Projektträger Jülich des Bundes und weiteren Stiftungen finanziert.

## Aktivitäten

### Forderungen zur Bundestagswahl 2025
Im Vorfeld der Bundestagswahl 2025 veröffentlichte die Klima-Allianz Deutschland das Positionspapier „Zukunft sichern: Klimaschutz für ein modernes Land. Forderungen zur Bundestagswahl 2025“. Das Papier wurde von den rund 150 Mitgliedsorganisationen gemeinsam entwickelt und behandelt 13 verschiedene Themenbereiche, darunter Zukunftsinvestitionen, Mobilität und klimaneutrales Wohnen. Die Forderungen des Bündnisses beziehen sich auf alle Politikebenen, von der Kommune bis zur internationalen Klimapolitik. Ein Schwerpunkt liegt auf der Verknüpfung von Klimaschutz mit sozialer Gerechtigkeit und einer zukunftsfähigen Wirtschaft.
Im Januar 2025 veröffentlichte die Klima-Allianz Deutschland eine Kurzfassung mit den Kernforderungen. Die Kernforderungen konzentrieren sich auf die Bereiche Investitionen, Verkehrswende, Klimaschutz in den Kommunen und die Energiewende. Konkrete Forderungen sind etwa eine Reform der Schuldenbremse, eine Investitionsoffensive für den öffentlichen Nah- und Fernverkehr sowie mehr Geld und Personal für Klimaschutz vor Ort in den Kommunen.

### Petersberger Impulse
Mit den Petersberger Impulsen bietet die Klima-Allianz Deutschland in Kooperation mit dem Auswärtigen Amt eine Plattform zur Vorbereitung auf den Petersberger Klimadialog und die UN-Klimakonferenz. Vertreterinnen und Vertreter aus Zivilgesellschaft, Wissenschaft, Wirtschaft, Jugendbewegungen und Think Tanks diskutieren hier über ihre Erwartungen an die Rolle Deutschlands bei internationalen Klimaverhandlungen und formulieren Empfehlungen an die deutsche Bundesregierung.
Die Petersberger Impulse fanden erstmals am 23. April 2024 statt. Im Mittelpunkt der Veranstaltung standen die Themen Finanzierung von Klimaschutzmaßnahmen, Anpassung an den Klimawandel, der Umgang mit Schäden und Verlusten in Ländern des Globalen Südens und die anstehende UN-Klimakonferenz in Aserbaidschan. 2024 nahmen unter anderem der aserbaidschanische Botschafter Nasimi Aghayev, Staatssekretärin Jennifer Morgan und Norbert Gorißen, stellvertretender Sonderbeauftragter für internationale Klimapolitik, an den Petersberger Impulsen teil.

### Deutscher Klimatag
Der Deutsche Klimatag ist eine Tagung der Klima-Allianz Deutschland, die seit 2022 einmal jährlich in Berlin stattfindet. Ziel ist es, Vertreter aus Politik, Wissenschaft, Wirtschaft und Zivilgesellschaft zusammenzubringen, um über Klimaschutzmaßnahmen zu diskutieren. Teil der Konferenz sind Formate wie Paneldiskussionen, Workshops und Vorträge. Der erste Deutsche Klimatag fand am 2022 in Kooperation mit Brot für die Welt in Berlin statt.
Daten, Orte und Mottos der bisherigen Deutschen Klimatage
| Klimatag | Datum      | Ort                                      | Motto                                     |
| 1        | 12.05.2022 | Brot für die Welt, Berlin                | Mehr Klimaschutz und Gerechtigkeit wagen! |
| 2        | 27.09.2023 | Umweltforum, Berlin                      | Die Zeit der Umsetzung ist jetzt!         |
| 3        | 15.10.2024 | AXICA Kongress- & Tagungszentrum, Berlin | Stärken, was uns verbindet                |

### Klimawahlcheck
Seit 2021 unterstützt die Klima-Allianz Deutschland das Online-Tool „Klimawahlcheck“. Laut Angaben der Herausgeber ist der Klimawahlcheck „das Online-Tool der Zivilgesellschaft zum Parteienvergleich in Klima- und Naturschutzfragen“. Benutzer beantworten Fragen zu Klima- und Naturschutz und erhalten im Anschluss eine Auswertung, welchen großen Parteien sie in diesen Fragen am nächsten stehen. Ziel des Tools ist, Wähler über wichtige klimapolitische Maßnahmen zu informieren, ohne eine explizite Wahlempfehlung abzugeben. Der Klimawahlcheck wurde zur Bundestagswahl 2021 erstmals entwickelt und 2024 für die Europawahl unter klimawahlcheck.eu neu aufgelegt. Weitere beteiligte Organisationen sind der NABU, Protect the Planet, der DNR sowie GermanZero und die Europeans for Climate Association. Der Klimawahlcheck wurde in der deutschen Presse mehrmals aufgegriffen und von Prominenten wie Herbert Grönemeyer geteilt.

### Koordination Klimaschutzplan 2050 und Maßnahmenprogramm 2030
Koordiniert durch die Klima-Allianz Deutschland haben mehr als 50 Organisationen als Ergebnis eines breiten Partizipationsprozesses im November 2016 den „Klimaschutzplan 2050 der deutschen Zivilgesellschaft“ veröffentlicht. Darin fordern sie ambitioniertere Klimaschutzziele und rechtliche Verbindlichkeit. Zuvor hatte die Bundesregierung ihren Klimaschutzplan 2050 als nationale Antwort auf das Pariser Klimaabkommen veröffentlicht, der von der Klima-Allianz Deutschland als nicht ausreichend kritisiert wurde.
Daran anschließend koordinierte die Klima-Allianz Deutschland das „Maßnahmenprogramm Klimaschutz 2030 der deutschen Zivilgesellschaft“. Mehr als sechzig Organisationen aus der Breite der Zivilgesellschaft beschreiben in dem umfassenden Forderungspapier die aus ihrer Sicht notwendigen Maßnahmen in allen klimapolitischen Handlungsfeldern, damit Deutschland sein Klimaziel 2030 erreicht. Zentrale Forderungen sind ein baldiger Kohleausstieg, die schnelle Umsetzung der Verkehrs- und Agrarwende sowie ein ambitionierter CO2-Preis. Beide Projekte wurden vom Bundesministerium für Umwelt, Naturschutz und nukleare Sicherheit gefördert.

### Berliner Klimagespräche
Seit November 2015 richtet die Klima-Allianz Deutschland jährlich mehrmals die Berliner Klimagespräche zu wechselnden Themen aus. Die Veranstaltungen finden jeweils in Kooperation mit ihren Mitgliedsorganisationen statt. Zu den Podiumsgästen gehörten bereits mehrere Bundesminister, Staatssekretäre und Parteivorsitzende. Die Auftaktveranstaltung widmete sich zivilgesellschaftlichen Vorschlägen zu einem klimafreundlicheren Luftverkehrskonzept für Deutschland.

### Anti-Kohle-Kampagne
Die Klima-Allianz Deutschland setzt sich für einen ambitionierten Kohleausstieg ein. Die Reduktion von Kohleverstromung und -abbau ist ein Schlüsselelement, um die deutschen und internationalen Klimaziele einzuhalten und die nötige Dekarbonisierung im Sinne eines effektiven Klimaschutzes zu erreichen. Daher fordert das Bündnis, dass keine neuen Tagebaue genehmigt werden. Bestehende Tagebaue im rheinischen Braunkohlerevier, in der Lausitz und in Mitteldeutschland sollen nicht erweitert, sondern verkleinert werden.
Den Strukturwandel in den Braunkohleregionen gelte es aktiv politisch zu gestalten und finanziell abzusichern, etwa über einen Strukturwandelfonds. In Zusammenarbeit mit lokalen und regionalen Gruppen setzt die Klima-Allianz Deutschland sich zudem für den Erhalt von Dörfern und Landschaften ein, die durch Tagebaue bedroht sind. Um diese Ziele durchzusetzen, machte das Bündnis die juristische, wirtschaftliche und gesellschaftliche Auseinandersetzung mit der kommerziellen Kohlenutzung zu einem Schwerpunktthema. In politischen Gesprächen, Forderungspapieren, Gutachten und Studien weist die Klima-Allianz Deutschland auf die Gefahren der Kohleverstromung für Klima, Umwelt und Gesundheit hin. Zudem schafft sie öffentliche Aufmerksamkeit durch Medienberichte, Veranstaltungen, Aktionen und die Beteiligung an Demonstrationen.
Von 2008 bis 2013 organisierte die Klima-Allianz Deutschland eine Anti-Kohle-Kampagne zur Verhinderung neuer Kohlekraftwerke in Deutschland. Dabei koordinierte und unterstützte das Bündnis Aktivitäten der Zivilgesellschaft. Durch die Kampagne der Klima-Allianz Deutschland in Zusammenarbeit mit Bürgerinitiativen, Umweltverbänden und Aktiven aus unterschiedlichen gesellschaftlichen Bereichen konnten in dem Zeitraum 17 klimaschädliche Kohlekraftwerksvorhaben gestoppt werden.

### Klima-Manifest
Das Klima-Manifest ist ein von der Klima-Allianz Deutschland initiiertes Manifest aus dem Jahr 2016, das eine Vision der Klimabewegung beschreibt. Politik und Gesellschaft werden in dem Text zum Einsatz für eine Welt aufgerufen, die sich an den Zielen des Pariser Klimaabkommens und den globalen Ziele für nachhaltige Entwicklung orientiert. An seiner Entstehung waren die Mitgliedsorganisationen der Klima-Allianz Deutschland beteiligt.
Im Manifest werden der Klimawandel und der hohe Verbrauch natürlicher Ressourcen als globale und drängende Herausforderungen benannt, die nur durch gemeinsame Anstrengungen bewältigt werden können. Es wird herausgestellt, dass die Probleme einer globalisierten Welt mit extremer Ungerechtigkeit und Ungleichheit nur durch globale Zusammenarbeit und Solidarität zu lösen sind. Den Industrieländern, die ihren Wohlstand auf der Grundlage von fossilen Energieträgern aufgebaut und damit den Klimawandel maßgeblich verursacht haben, komme dabei eine besondere Verantwortung zu.
Das Klima-Manifest wurde im September 2016 bei einer Festveranstaltung auf der Wiese vor dem Berliner Reichstagsgebäude vorgestellt. Mit Blick auf die Bundestagswahl im darauffolgenden Jahr wurden auch die Spitzen der im Bundestag vertretenen Parteien eingeladen.
Das Klima-Manifest erschien zunächst nur auf Deutsch. 2017 wurde es ins Polnische und Türkische übersetzt.

### Alternativer Energiegipfel
In den Jahren 2010 bis 2015 organisierte die Klima-Allianz Deutschland den Alternativen Energiegipfel. Auf diesem Kongress wurden energie- und klimapolitische Fragen diskutiert.

### Internationaler Klimaaktionstag
Von 2007 bis 2015 veranstaltete die Klima-Allianz Deutschland im Rahmen des jährlichen internationalen Klimaaktionstags bundesweite Aktionen und Demonstrationen für die breite Öffentlichkeit, um gegen fehlendes Umweltbewusstsein in Politik und Wirtschaft zu protestieren und um zum Klimaschutz auf breiter gesellschaftlicher Basis anzuregen.

### Vernetzung und Weiterbildung
Neben den aktivistischen Tätigkeiten vermittelt und pflegt die Klima-Allianz Deutschland zudem inhaltliche und taktische Vernetzungen ihrer Mitgliedsorganisationen untereinander und zu weiteren zivilgesellschaftlichen Akteuren. Zudem bietet sie ihren Mitgliedern die Möglichkeit zu Weiterbildungen an, beispielsweise durch eigens ausgerichtete Seminare.